# سیاره (فیلم)
«سیاره» (انگلیسی: The Planet) فیلمی در ژانر مستند است که در سال ۲۰۰۶ به نویسندگی مایکل استنبرگ منتشر شد.

## داستان
سیاره نام مستندی است که توسط شبکه بی‌بی‌سی تهیه شده‌است و دیوید اتنبرو گویندگی آن را بر عهده دارد. ساخت این مستند 5 سال زمان برد و گرانترین مستند ساخته شده توسط این شبکه میباشد؛ هم‌چنین برای اولین  بار در قالب اچ‌دی تصویربرداری شده‌است. سازندگانش، آن را نگاهی جامع به تنوع گونه‌های زیستی زمین می‌دانند.این مستند نخستین بار توسط بی‌بی‌سی وان در مارس 2006 در بریتانیا تولید شد و سال بعد در آمریکا توسط شبکه دیسکاوری بازنگاری شد که گفتار متن آن، این بار توسط سیگورنی ویور خوانده شد. تا ژوئن 2010، این مجموعه مستند در 130 کشور به نمایش درآمد. مجموعهٔ سیارهٔ زمین شامل 11 قسمت است که هر قسمت آن به یک زیست‌گاه زمین می‌پردازد.

## بازیگران
تونی بلر 
هلموت کهل 